# Pro Scientia Aranyérem
A Pro Scientia Aranyérmet 1988-ban alapította az OTDT, az Országos Tudományos Diákköri Tanács. Kétévente 45-50 magyar fiatal kutató kapja meg, akik egyetemi pályafutásuk során tudományos munkájukkal (elsősorban az OTDK konferenciákon) kiemelkedőt alkottak.
A díjat 16 alszekcióban ítélik oda, így a díjazottak között szinte minden tudományág képviselői megtalálhatóak. Van művészeti és junior (középiskolásoknak adott) érem is. 2012 februárjában 567-en rendelkeztek éremmel.
Az érmeseket tömörítő társaság a Pro Scientia Aranyérmesek Társasága (PSAT), az idegen nyelvű elnevezése Society of Pro Scientia Medalists (SPSM).

## Pro Scientia Aranyérmesek Társasága
Az alul olvasható idézet forrása: http://www.psat.hu
,,4. A Társaság céljai:
a) a magyar tudomány, a tudósok (különös tekintettel a kezdők, PhD-ösztöndíjasok), a hazai felsőoktatás és elitképzés tudománypolitikai érdekeinek országos szintű képviselete;
b) a tudomány és az oktatás társadalmi megbecsülésének emelése;
c) a magyar tudomány színvonalának emelése érdekében széles látókörű, modern szemléletű, már pályakezdőként értékes hazai és külföldi tapasztalatokkal rendelkező szakemberek, kutatók képzéséhez, tudományos fejlődéséhez történő hozzájárulás;
d) lehetőség biztosítása elméleti és/vagy gyakorlati kutatómunkával foglalkozó hallgatók, fiatal diplomások hazai és nemzetközi tudományos tapasztalatcseréjére, valamint a nemzetközi tudományos életbe való bekapcsolódásuk elősegítése.
5. A Társaság a 4. pontban meghatározott célok megvalósítása érdekében:
a) kapcsolatot tart hazai és nemzetközi állami, társadalmi szervezetekkel, valamint a gazdasági szféra intézményeivel;
b) hazai és nemzetközi szemináriumokat szervez: ezek között a legfontosabb a kétévente megrendezésre kerülő Pro Scientia Aranyérmesek Konferenciája, ahol az aranyérmesek tartanak előadásokat.”

## Ismertebb érmesek
- Babai Dániel, néprajzkutató
- Csörnyei Marianna, matematikus
- Dinnyés András, „klónozó”
- Frei Zsolt, Széchenyi-díjas fizikus, egyetemi tanár
- Hamecz István, közgazdász
- Kulcsár-Szabó Zoltán, esztéta
- Szabó Csaba, orvoskutató
- Szepesvári Csaba, matematikus
- Szécsi Gábor, filozófus
- Török Gábor, politológus
- Romsics Gergely, történész
- Földi Viktor, orvos
- Veres Gábor, fizikus
- Zsíros László Róbert, kertészmérnök, jogász[1]
- Gúr Roland, jogász, politikus

## Kapcsolódó információk
- Az aranyérmesek névsora
- Országos Tudományos Diákköri Tanács
- Pro Scientia Aranyérmesek Társasága